# 取手市
取手市（とりでし）は、茨城県の県南地域に位置する市。東京都市圏。1970年（昭和45年）市制施行。

## 概要
市の中央部を南北に水戸街道（国道6号）が通り、古くは千住宿から5つ目の宿場町として取手宿が置かれ、利根川水運の拠点地・物資集積地でもあったこととあいまって、当時200軒程度の家並みが並ぶ集落を形成していた。1970年代から1980年代にかけて、東京都心へ通勤・通学する人々が住むベッドタウンとして市内各所でニュータウンの開発が行われ、人口が増加した。それ以降、いわゆる「茨城都民」と呼ばれる住民が多くなった。
1995年をピークとして以降、都心回帰現象の影響や、子供が成長して家を離れるケースも多く見受けられ、人口は減少傾向に推移している。その一方で、世帯数は増加しており、少数世帯化・少子高齢化が進み、市立学校では校舎の老朽化が進行したことから、2008年から市内の小・中学校の大幅な統合が実施された。
2005年に北相馬郡藤代町との合併によって人口10万人を突破するとともに、茨城県の「まちづくり特例市」に認定され、土地利用や福祉関係等の県主要事務の権限移譲を受けた。2020年現在、取手駅周辺再開発や土地区画整理事業、宅地開発などが新たに行われているほか、都市再生機構（UR）による常総ニュータウン「取手ゆめみ野」の開発が進められている。
市内に、東京芸術大学取手キャンパスがあることから、「アートのまち取手」としてまちづくりを展開しており、その一環として1999年より市民と取手市、東京芸術大学の三者が共同で、取手アートプロジェクト（TAP=Toride Art Project略）を行っている。

## 地理

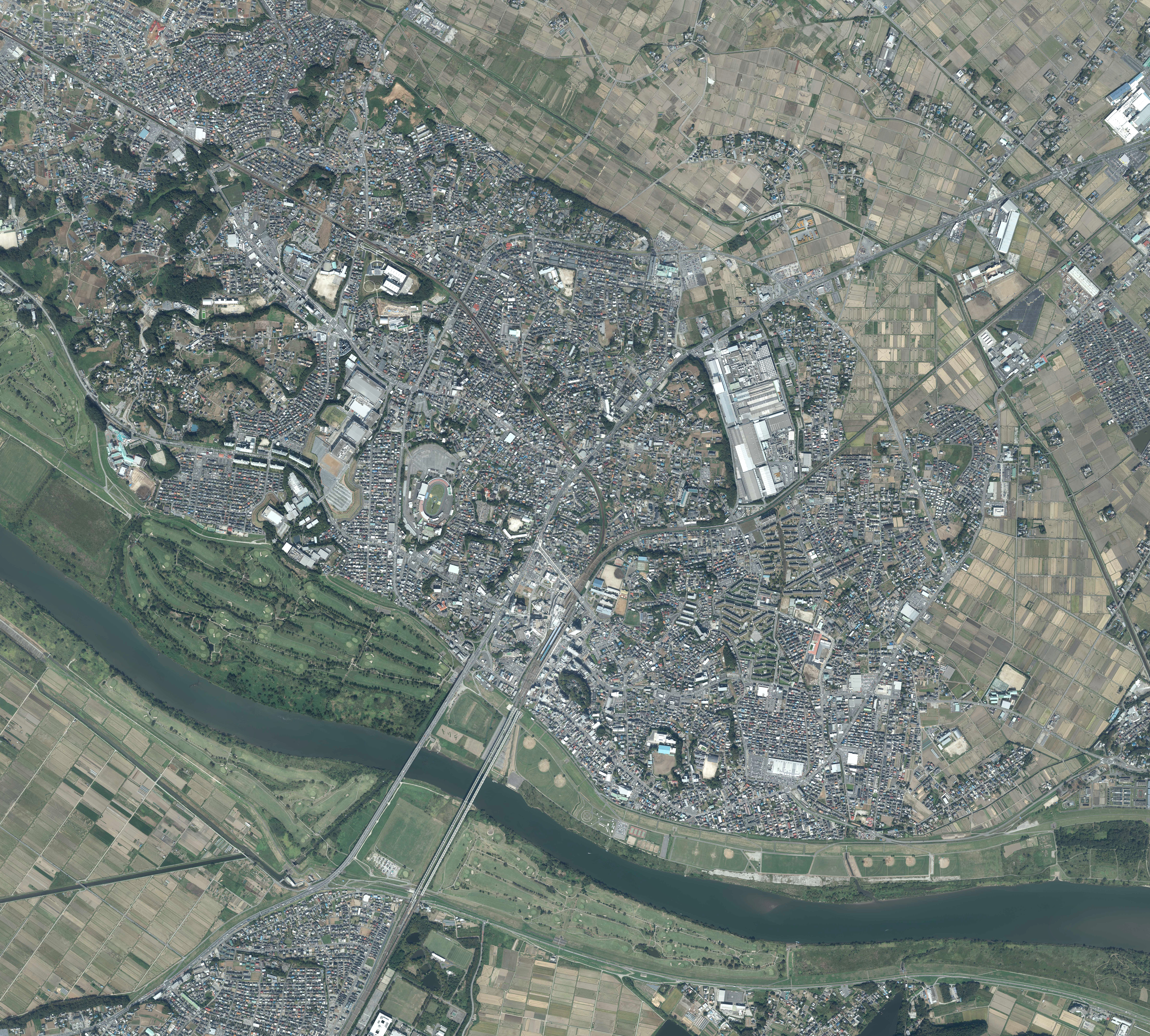
取手市中心部周辺の空中写真。利根川の北東岸に取手市街地が広がる。2019年10月5日撮影の12枚を合成作成。。

県庁所在地の水戸市まで約70キロメートル（km）、東京までは約40kmに位置する。JR常磐線や常総線の駅を中心に市街地が広がる一方、田園地帯も多く残る。また、古くは水戸街道の宿場町だったことから、それに関連した史跡・文化財が多数見られる。交通面は、鉄道ではJR常磐線、関東鉄道常総線が、道路では国道6号と、そこから分岐する国道294号の事実上の始点があり、茨城県南地域の交通の要衝として機能している。
関東平野に位置し、利根川と小貝川に面していることから、かつては水害が多かった。現在でも、市南西部と南東部の台地上の地域を除くと、市域の多くで浸水の危険性が見られる。しかし、近年は利根川、小貝川などの堤防の高機能化により、河川氾濫に伴う浸水被害はほとんどなくなっている。一方、集中豪雨により市内の一部低地などでは道路が冠水するなどの被害が発生する。
- 市内を流れる河川：利根川、小貝川、北浦川、相野谷川、谷田川、西浦川、大野川

1911年（明治44年）から1920年（大正9年）の利根川河川改修によりできた、利根川を挟んだ千葉県側に「取手市小堀（おおほり）」と呼ばれる、いわゆる対岸飛び地があり、渡し船である小堀の渡しによって結ばれている。また、小堀地区を循環するバスも運行されている。尚、この地区は古利根沼が千葉県我孫子市との境である。
「取手」の都市名の由来は、戦国時代に大鹿太郎左衛門の砦（大鹿城：現在の取手競輪場付近）があったことから名づけられたといわれている。ただし、平安時代末の11世紀には伊勢神宮の相馬御厨として、当市周辺の地名が既に史料に記されており、さらに13世紀になると、稲村、戸頭、高井、大鹿などの地名も相馬氏の領地として史料に登場することから、正確な由来は判明していない。平将門が城堡（砦）を築いた事に由来するとの説もある。また、「取手」「鳥手」「鳥出」という標記がされている歴史書なども見受けられる。

### 隣接している自治体
茨城県
- つくばみらい市
- 龍ケ崎市
- 守谷市
- 北相馬郡利根町

千葉県
- 我孫子市
- 柏市

### 人口
1995年の国勢調査で11万8282人を記録して以降は減少傾向にある。2021年の人口は約10万4000人。
| |                                        |  |
| 取手市と全国の年齢別人口分布（2005年） | 取手市の年齢・男女別人口分布（2005年） |  |
| ■紫色 ― 取手市 ■緑色 ― 日本全国 | ■青色 ― 男性 ■赤色 ― 女性              |  |
| 取手市（に相当する地域）の人口の推移 \| 1970年（昭和45年） \| 56,596人 \| \| \| 1975年（昭和50年） \| 73,223人 \| \| \| 1980年（昭和55年） \| 97,715人 \| \| \| 1985年（昭和60年） \| 108,365人 \| \| \| 1990年（平成2年） \| 114,409人 \| \| \| 1995年（平成7年） \| 118,282人 \| \| \| 2000年（平成12年） \| 115,993人 \| \| \| 2005年（平成17年） \| 111,327人 \| \| \| 2010年（平成22年） \| 109,651人 \| \| \| 2015年（平成27年） \| 106,570人 \| \| \| 2020年（令和2年） \| 104,524人 \| \| |                                        |  |
| 総務省統計局 国勢調査より |                                        |  |
| 1970年（昭和45年） | 56,596人                               |  |
| 1975年（昭和50年） | 73,223人                               |  |
| 1980年（昭和55年） | 97,715人                               |  |
| 1985年（昭和60年） | 108,365人                              |  |
| 1990年（平成2年） | 114,409人                              |  |
| 1995年（平成7年） | 118,282人                              |  |
| 2000年（平成12年） | 115,993人                              |  |
| 2005年（平成17年） | 111,327人                              |  |
| 2010年（平成22年） | 109,651人                              |  |
| 2015年（平成27年） | 106,570人                              |  |
| 2020年（令和2年） | 104,524人                              |  |

### 人口動態概要
2024年現在約10万人となっており現在は人口減少が続いている。取手市の人口変遷を見ると、60年代半ば程までは緩やかな増加で推移していたが、70年代に入ると東京都市圏の拡大による宅地開発の波が取手市を含む茨城県南部まで押し寄せ、取手市では年間3,000人前後の人口増加が続いた。1950年時点で3.3万人程の人口に過ぎなかった取手市の人口が4万人を超えるまでは17年を要したが、1967年に4万人を上回ると、1972年には6万人、1978年には8万人、1981年には10万人を超えるなど爆発的な人口増加が起こった。しかし1995年に11.8万人の人口を記録してからは都心回帰の流れや宅地の高齢化なども進み人口は減少に転じている。
| 実施年 | 取手市人口(人) | 旧取手市人口(人) | 旧藤代町人口(人) | 取手市増加数(人) | 旧取手市増加数(人) | 旧藤代町増加数(人) | 取手市増加率(%) | 旧取手市増加率(%) | 旧藤代町増加率(%) | 国内増加率(%) |
| ------ | -------------- | ---------------- | ---------------- | ---------------- | ------------------ | ------------------ | --------------- | ----------------- | ----------------- | ------------- |
| 1950年 | 32,699         | 19,630           | 13,069           | -                | -                  | -                  | -               | -                 | -                 | -             |
| 1955年 | 34,174         | 21,233           | 12,941           | 1,475            | 1,603              | 128                | 4.5             | 8.2               | 1.0               | 7.3           |
| 1960年 | 35,188         | 22,582           | 12,606           | 1,014            | 1,349              | 335                | 3.0             | 6.4               | 2.6               | 4.6           |
| 1965年 | 39,181         | 26,179           | 13,002           | 3,993            | 3,597              | 396                | 11.3            | 15.9              | 3.1               | 5.2           |
| 1970年 | 56,596         | 40,287           | 16,309           | 17,415           | 14,108             | 3,307              | 44.4            | 53.9              | 25.4              | 5.5           |
| 1975年 | 73,223         | 52,816           | 20,407           | 16,627           | 12,529             | 4,098              | 29.4            | 31.1              | 25.1              | 7.9           |
| 1980年 | 97,715         | 71,247           | 26,468           | 24,492           | 18,431             | 6,061              | 33.4            | 34.9              | 29.7              | 4.6           |
| 1985年 | 108,365        | 78,608           | 29,757           | 10,650           | 7,361              | 3,289              | 10.9            | 10.3              | 12.4              | 3.4           |
| 1990年 | 114,409        | 81,665           | 32,744           | 6,044            | 3,057              | 2,987              | 5.6             | 3.9               | 10.0              | 2.1           |
| 1995年 | 118,282        | 84,477           | 33,805           | 3,873            | 2,812              | 1,061              | 3.4             | 3.4               | 3.2               | 1.6           |
| 2000年 | 115,993        | 82,527           | 33,466           | 2,289            | 1,950              | 339                | 1.9             | 2.3               | 1.0               | 1.1           |
| 2005年 | 111,327        | 78,742           | 32,585           | 4,666            | 3,785              | 881                | 4.0             | 4.6               | 2.6               | 0.7           |
| 2010年 | 109,651        | 77,222           | 32,429           | 1,676            | 1,520              | 156                | 1.5             | 1.9               | 0.5               | 0.2           |
| 2015年 | 106,570        | 74,876           | 31,694           | 3,081            | 2,346              | 735                | 2.8             | 3.0               | 2.3               | 0.8           |
| 2020年 | 104,524        | 74,218           | 30,306           | 2,046            | 658                | 1,388              | 1.9             | 0.9               | 4.4               | 0.8           |

## 歴史
- 1871年（明治4年） - 廃藩置県により、常陸国に属した現在の久賀地区が新治県、下総国の属した小貝川以南が印旛県に属する。
- 1873年（明治6年） - 小貝川以南が千葉県に属する。
- 1875年（明治8年） - 小貝川以南が茨城県に編入される。新治県は廃止され、久賀地区も茨城県となる。
- 1889年（明治22年） - 町村制の施行により、北相馬郡取手村・台宿村の区域をもって取手町が発足する。
- 1947年（昭和22年） - 北相馬郡井野村を編入。
- 1949年（昭和24年） - 国鉄常磐線松戸 - 取手間の電化工事が完了[9]。
- 1955年（昭和30年） - 北相馬郡稲戸井村・小文間村・寺原村および高井村の一部と新設合併し、改めて取手町が発足。
- 1961年（昭和36年） - 常磐線取手 - 勝田間の電化工事が完了[9]。
- 1963年（昭和38年）3月1日 - 町章を制定[10]。後に市章に引き継がれる。
- 1964年（昭和39年）- 取手駅西口が開設される[11]。
- 1968年（昭和43年）7月1日 - 取手町消防本部、消防署庁舎が竣工し業務開始（7月5日竣工式典）[12]。
- 1970年（昭和45年）10月1日 - 市制施行し、取手市が発足する。市役所庁舎を寺田に移転[11]。
- 1971年（昭和46年） - 交通安全都市宣言[13]。
- 1972年（昭和47年） 
  - 市の木、市の花、初代「市民のうた」を制定。
  - 「暴力追放都市」宣言[13]。
  - 12月18日 - 取手市立市民会館が開館[14]
- 1973年（昭和48年）1月1日 - 自主納税都市宣言[15]。
- 1974年（昭和49年） 
  - 第29回国民体育大会が茨城県で開催。取手市は自転車競技の会場となる[16]。
  - 取手市役所庁舎を増築[17]。
- 1975年（昭和50年） 
  - 関東鉄道常総線戸頭駅が開業[13]。
  - 『取手市民憲章』[18]を制定。
- 1977年（昭和52年） - 「交通事故防止モデル市」宣言[13]。
- 1979年（昭和54年）7月 - 取手市立図書館が開館[19]。
- 1980年（昭和55年）
  - 4月17日 - 新大利根橋有料道路が開通[20]。
  - 「暴走族追放」宣言[13]。
- 1981年（昭和56年）11月1日 - 新町名に、新町五丁目（旧大字取手の一部）、新取手一丁目 - 五丁目（大字寺田・野々井の各一部）を設定[21]。
- 1982年（昭和58年）
  - 11月15日 - 常磐線我孫子 - 取手間の複々線化工事が完成し、帝都高速度交通営団（営団）千代田線との相互乗り入れを取手まで開始[22]。
  - 12月8日 - 常総線、取手市内の区間の複線化工事が完了[23]
- 1985年（昭和60年）
  - 11月1日 - 新取手5丁目の区域（旧寺田の一部）を追加設定[24]。
  - 「非核兵器平和都市」宣言[23]。
- 1986年（昭和61年） - 「青少年健全育成都市」宣言[23]。
- 1989年（平成元年）4月1日 - 消防本部機能を新庁舎に移転[25]。
- 1990年（平成2年）4月 - 取手グリーンスポーツセンターがオープン[26]。
- 1991年（平成3年） - 「健康づくり都市」宣言[27]。
- 1994年（平成6年） - 取手市役所新庁舎が完成[17]
- 1995年（平成7年）10月2日 - 新町名として、中原町（旧大字取手・井野の一部）、井野台3丁目 - 5丁目（旧大字井野の一部）を設定[28]。
- 1996年（平成8年） - 取手市・藤代町合併問題協議会を設置[27]。
- 1999年（平成11年）2月5日 - 静岡県御殿場市と災害時相互応援協定を締結[29]。
- 2000年（平成12年） - 取手駅東口土地区画整理事業が完成[27]。
- 2001年（平成13年）
  - 市の鳥を制定。
  - 千葉県我孫子市との公共施設の相互利用協定を締結[30]。
  - 4月1日 - 県南総合防災センターがオープン[31]。
  - 5月17日 - 第1回取手市・藤代町合併協議会が開催[32]。
- 2004年（平成16年）10月26日 - 取手市・藤代町合併協定調印式が開催される[33]
- 2005年（平成17年）
  - 3月28日 - 北相馬郡藤代町を編入。
  - 10月1日 - 市の木・花・鳥を改訂[34]（旧藤代町分も含めた形に変更）。
- 2006年（平成18年）10月 - コミュニティバスの運行を開始[35]。
- 2007年（平成19年）
  - 7月23日 - 福島県相馬市との間で災害時相互応援協定締結[29]。
  - 8月11日 - 群馬県利根郡昭和村との間で災害時相互応援協定締結[29]。
  - 8月21日 - 岩手県二戸市との間で災害時相互応援協定締結[29]。
  - 11月10日 - 11月14日 - 第20回全国健康福祉祭いばらき大会・ねんりんピックいばらき2007が開催。取手市は太極拳の会場として使用される[36]。
- 2008年（平成20年）
  - 5月22日 - 千葉県我孫子市との間で災害時相互応援協定締結[29]。
  - 11月1日 - 11月9日 - 第23回国民文化祭・いばらき2008が開催。取手市では現代アートフェスティバル in 取手が開催される[37]。
- 2009年（平成21年）8月8日 - 群馬県みなかみ町との間で友好都市協定を締結[38]。
- 2010年（平成22年）4月17日 - 新大利根橋有料道路無料開放[20]。
- 2011年（平成23年）
  - 3月11日 - 東日本大震災（東北地方太平洋沖地震）が発生。取手市では最大震度6弱を観測。取手市内では負傷者が10人発生し、断水は発生しなかったものの、停電、液状化現象等の被害を受ける[39]。
  - 3月12日 - 常総線ゆめみ野駅が開業[40]。
- 2016年（平成28年）10月 - 取手市ブランドメッセージ「ほどよく絶妙とりで」を策定[41]。
- 2018年（平成30年）
  - 藤代駅北口階段開通及び駅前広場完成[42]。
  - 1月29日 - 福島県いわき市との間で災害時相互応援協定締結[29]。
  - 10月1日 - 常総線寺原駅南口オープン[43]。
- 2019年（平成31年）4月1日 - 取手市立市民会館リニューアルオープン[44]。
- 2019年（令和元年）9月28日 - 10月8日 - 天皇陛下御即位記念第74回国民体育大会・いきいき茨城ゆめ国体2019が開催。取手市は自転車（トラック）やボウリングなどの会場として使用される[45]。
- 2020年（令和2年）
  - 3月 - 市制施行50周年・合併15周年を記念して2代目市民歌「取手市民のうた 〜新しい明日〜」（作詞・作曲：谷本貴義）を制定[46][47][48]。
  - 8月3日 - 地球温暖化に対して「取手市気候変動非常事態宣言」を表明[49]。
  - 10月15日 - 取手市電子図書館がオープン[50]。
- 2021年（令和3年） - 議会改革度調査2020で取手市議会が総合1位となる[51]。
- 2023年（令和5年）
  - 6月3日 - 前日から降り続いた令和5年台風第2号による豪雨で双葉地区などが冠水。床上浸水436棟、床下浸水165棟[52][53]。
  - 6月15日 - 取手市議会が災害、介護、育児等で議員が議場に来ることが困難な場合に、本会議の一般質問をオンラインで可能にする会議規則改正案を可決[54]。

## 行政

### 歴代市長
- 中村金左衛門（1970年（昭和45年）10月1日 - 、1期）
※1955年（昭和30年） - 1970年（昭和45年）まで、旧取手町長として4期在任。
- 海老原一雄（1971年（昭和46年）3月14日 - 1979年（昭和54年）、2期）
- 菊地勝志郎（1979年（昭和54年）4月22日 - 1995年（平成7年）4月21日、4期）
- 大橋幸雄（1995年（平成7年）4月26日 - 2003年（平成15年）4月25日、2期）
- 塚本光男（2003年（平成15年）4月27日 - 2007年（平成19年）4月26日、1期）
- 藤井信吾（2007年（平成19年）4月27日 - 2023年（令和5年4月26日）、4期）
- 中村修（2023年（令和5年）4月27日 - 現職、1期目）

### 市役所庁舎

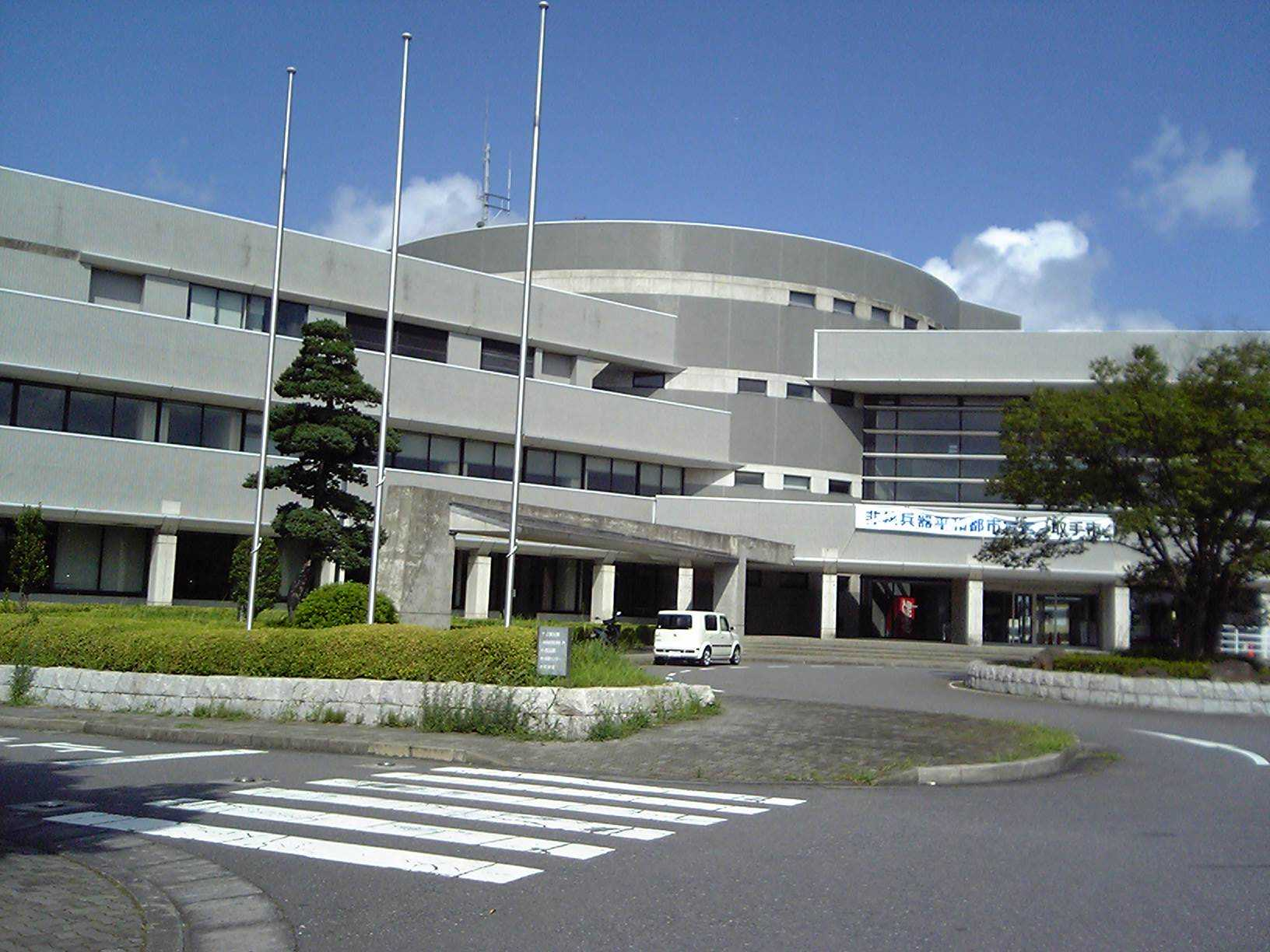
藤代庁舎

取手市では、本所機能を分散させた分庁舎方式を採用している。
- 取手市役所 - 総務部、政策推進部、財政部、健康福祉部、建設部、まちづくり振興部、議会事務局、監査事務局ほか
- 藤代庁舎 - 教育委員会、農業委員会、藤代総合窓口課、農政課
- 取手駅西口都市整備事務所 - 都市整備部
- 窓口等を設置している施設
  - 取手支所（福祉会館内）
  - 取手駅前窓口（リボンとりでビル3階）
  - 戸頭窓口コーナー（戸頭公民館内）

### 広域事務
- 常総地方広域市町村圏事務組合

常総市（旧水海道市域）、つくばみらい市、守谷市と当市のごみ処理などを行っている。守谷市に組合運営の常総環境センター（ごみ処理施設）、組合事務所、常総運動公園が設置されている。
- 茨城県南水道企業団[55]

牛久市、龍ケ崎市、北相馬郡利根町と当市の上水道供給を行っている。
- 取手地方広域下水道組合

つくばみらい市の一部と当市の下水道処理を行っている。
- 龍ケ崎地方衛生組合

稲敷市、牛久市、龍ケ崎市、稲敷郡阿見町・河内町・美浦村、北相馬郡利根町と当市のし尿などの処理を行っている。
- 取手市外二市火葬場組合

つくばみらい市、守谷市、当市で斎場の運営を行っている。
- 利根川水系県南水防事務組合

牛久市・つくば市・つくばみらい市・龍ケ崎市・当市の広域的な水防事務を行っている。
- 茨城県市町村総合事務組合

茨城県内市町村の職員退職手当の管理や、県民交通災害共済事業等の事務を行っている。
- 茨城租税債権管理機構

茨城県内市町村の一部の市税徴収代行事務を行っている。

### 第三セクター等
- 取手市土地開発公社
- 取手市都市開発公社
- 取手市健康福祉医療事業団
- 取手市文化事業団
- 取手市農業公社

### 警察
- 取手警察署（管轄は取手市、守谷市、北相馬郡利根町）
  - 取手駅前交番
  - 白山交番
  - 戸頭交番
  - 藤代地区交番
  - 小文間駐在所
  - 久賀駐在所

#### 消防
- 取手市消防本部
  - 取手消防署
  - 戸頭消防署
  - 吉田消防署
  - 椚木消防署
    - 宮和田出張所（2010年4月1日に宮和田消防署から改組）

### その他の機関
- 水戸地方法務局取手出張所
- 取手簡易裁判所
- 取手区検察庁
- 国土交通省関東地方整備局
  - 下館河川事務所藤代出張所
  - 利根川下流河川事務所取手出張所
- 茨城県自転車競技事務所（取手競輪場）

### 市外に所在する管轄機関
- 関東信越国税局
  - 竜ケ崎税務署（龍ケ崎市）
- 茨城県県税事務所
  - 土浦県税事務所稲敷支所（稲敷市）
- 自衛隊
  - 茨城地方協力本部龍ヶ崎地域事務所（龍ケ崎市）
  - 陸上自衛隊東部方面隊第1施設団（古河市、古河駐屯地）

## 議会

### 市議会
- 定数：24人[56]
- 任期：2020年2月15日 - 2024年2月14日

### 県議会
- 選挙区：取手市選挙区
- 定数：2人
- 任期：2023年1月8日 - 2027年1月7日
- 投票日：2022年12月11日
- 当日有権者数：90,434人
- 投票率：32.81％

| 候補者名 | 当落 | 年齢 | 所属党派   | 新旧別 | 得票数   |
| -------- | ---- | ---- | ---------- | ------ | -------- |
| 中村修   | 当   | 60   | 自由民主党 | 現     | 10,552票 |
| 川口政弥 | 当   | 65   | 自由民主党 | 現     | 9,879票  |
| 佐野太一 | 落   | 54   | 日本共産党 | 新     | 8,580票  |

### 衆議院
- 選挙区：茨城3区（龍ケ崎市、取手市、牛久市、守谷市、稲敷市、稲敷郡、北相馬郡）
- 任期：2021年10月31日 - 2025年10月30日
- 当日有権者数：389,521人
- 投票率：53.52％

| 当落 | 候補者名 | 年齢 | 所属党派     | 新旧別 | 得票数    | 重複 |
| ---- | -------- | ---- | ------------ | ------ | --------- | ---- |
| 当   | 葉梨康弘 | 62   | 自由民主党   | 前     | 109,448票 | ○    |
|      | 梶岡博樹 | 44   | 立憲民主党   | 新     | 63,674票  | ○    |
|      | 岸野智康 | 27   | 日本維新の会 | 新     | 31,100票  | ○    |

## 経済

### 特産品
- 米
- 日本酒（田中酒造「君萬代」、金門酒造「金門」、賜杯桜酒造「賜杯桜」）
- 漬物（奈良漬・新六本店）
- リーキ（西洋ネギ）

### 農業
- 岡堰土地改良区
- 福岡堰土地改良区

### 商業
1973年3月23日に取手駅東口にカタクラショッピングプラザ、1985年に取手駅西口に取手とうきゅうが開店した。1986年8月には西友が撤退したが、1988年9月21日にボックスヒル取手店が開店し、1990年頃に取手駅前は市の商業の中心地として最盛期を迎える。しかし、カタクラショッピングプラザは2001年のイトーヨーカドーの撤退後、キーテナントにマルエツ、ダイソーなどを入れたが2007年4月26日に閉店。現在は取り壊されている。また、取手とうきゅうも2010年8月31日をもって閉店した。市内にはラーメン店を展開する「ゆにろーず」の本社と製麺所があり、ベイシアの出店計画も2005年より存在する。そのような中、2012年度中に西友が取手とうきゅう跡地に出店すると報じられ、「リボンとりで」として開業した（西友は1階部分で営業し、2階以上は専門店）。2020年3月にボックスヒルがアトレ取手に改称した。
市東部では、ミスターマックス取手店が2011年12月1日に開業した。
市西部では、戸頭地区の街開き後にマスダやリブレ京成などのスーパーが出店し、新大利根橋・常総ふれあい道路の開通、隣接する守谷市の常総ニュータウン南守谷・ヒルズ美園などの開発が進むと、ジャスコ取手店が出店。さらに2001年（平成13年）にジャスコに隣接する場所にカルフール、戸頭に隣接する米ノ井にベイシアが出店する予定であったが、これらは中止となっている。しかし、カルフール予定地には、戸頭地内にあったケーズデンキが移転し、ホーマック（現DCM）も新規出店。2007年（平成19年）にはヤオコーが出店した。2015年（平成27年）9月、イオン取手店（旧ジャスコ取手店）は閉店した。跡地には、2019年7月にヨークタウン（ヨークベニマル取手戸頭店等）が開業した。
上記の他、取手市桑原地区（国道6号線周辺地域）に土地区画整理事業が計画され、イオンモール（株）・イオンタウン（株）のJVが選定された。同地区の北側（約32.6ha）に専門店が連続する商業施設を、南側（約35ha）に多目的な大規模商業施設を整備する計画がある。

### 工業
- キヤノン取手事業所
- キリンビール取手工場
- 日清食品関東工場
- ニッピバイオマトリックス研究所
- 日本ファブテック取手工場
- 伊藤ハム取手工場

### 金融機関
- みずほ銀行取手支店
- 三井住友銀行取手支店
- 東日本銀行取手支店
- 常陽銀行取手支店、戸頭支店、藤代支店
- 筑波銀行藤代支店、新取手支店
- 中央労働金庫取手支店
- 水戸信用金庫取手支店、藤代支店
- 茨城県信用組合取手支店、藤代支店
- JAバンク茨城みなみ本店、取手支店、藤代支店
- ゆうちょ銀行
  - 市内各郵便局が代理店として業務を行っている。（所在地は「郵便」節を参照）

### 郵便
- 取手郵便局（集配局）
- 小文間郵便局
- 取手寺田郵便局
- 取手白山郵便局
- 取手ボックスヒル内郵便局
- 取手井野郵便局
- 取手一郵便局
- 藤代山王郵便局
- 稲戸井郵便局
- 取手新道郵便局
- 取手戸頭郵便局
- 藤代郵便局（集配局）
- 藤代清水郵便局
- 藤代新川郵便局
- 宮和田郵便局

## 国際交流
- 取手市国際交流協会

特別友好都市協定
- 桂林市（中華人民共和国）
  - 1990年（平成2年）特別友好都市（覚書）締結[62]。

姉妹都市協定
- ユバシティ（アメリカ合衆国）
  - 1989年（平成元年）11月28日藤代町との間で姉妹都市協定締結[63]。

## 学校教育

### 大学
- 東京芸術大学取手キャンパス

市は1985年9月に目白女子大学（仮称、現在の目白大学）の誘致を行い、1986年1月に正式に取手市に建設する意向を受け、米ノ井地区が候補となったが、建設は中止となった。

### 高等学校
公立
- 茨城県立取手第一高等学校
- 茨城県立取手第二高等学校
- 茨城県立取手松陽高等学校
- 茨城県立藤代高等学校
- 茨城県立藤代紫水高等学校

私立
- 江戸川学園取手高等学校
- 聖徳大学附属取手聖徳女子高等学校

### 中学校
公立
- 取手市立取手第一中学校
- 取手市立取手第二中学校
- 取手市立永山中学校
- 取手市立戸頭中学校
- 取手市立藤代中学校
- 取手市立藤代南中学校

私立
- 江戸川学園取手中学校
- 聖徳大学附属取手聖徳女子中学校（2023年度から休止）

### 小学校
公立
- 取手市立取手小学校
- 取手市立取手東小学校
- 取手市立白山小学校
- 取手市立寺原小学校
- 取手市立取手西小学校
- 取手市立永山小学校
- 取手市立高井小学校
- 取手市立戸頭小学校
- 取手市立藤代小学校
- 取手市立久賀小学校
- 取手市立山王小学校
- 取手市立宮和田小学校
- 取手市立六郷小学校
- 取手市立桜が丘小学校

私立
- 江戸川学園取手小学校

### 幼稚園
- 取手市立藤代幼稚園
- 光風台幼稚園
- あづま幼稚園
- チューリップ幼稚園
- チューリップ第二幼稚園
- 取手幼稚園
- 取手ふたば文化幼稚園
- 白山幼稚園
- みどりが丘幼稚園
- 戸頭幼稚園
- めぐみ幼稚園
- さつき幼稚園
- つつみ幼稚園

### 専修学校
- 取手歯科衛生専門学校
- 成田国際航空専門学校

### 社会教育

#### 市立図書館
- 取手図書館
- ふじしろ図書館
- 戸頭図書館

## 市立公民館
- 中央公民館
- 小文間公民館
- 永山公民館
- 井野公民館
- 寺原公民館
- 戸頭公民館
- 白山公民館
- 藤代公民館
- 山王公民館
- 六郷公民館
- 相馬公民館
- 相馬南公民館
- 久賀公民館
- 高須公民館

## その他の教育・文化施設
- 取手グリーンスポーツセンター
- 藤代スポーツセンター
- 市民会館、福祉会館
- 埋蔵文化財センター
- 働く婦人の家
- 勤労青少年ホーム

## 福祉

### 保健衛生
- 取手市立保健センター（ウェルネスプラザ）

### 子育て支援
- 白山子育て支援センター
- 戸頭子育て支援センター
- 藤代子育て支援センター
- 井野なないろ子育て支援センター

### 児童福祉（保育所）
公立
- 取手市立永山保育所
- 取手市立井野なないろ保育所
- 取手市立白山保育所
- 取手市立久賀保育所

私立
- 取手保育園
- ふたば保育園
- 育英保育園
- たちばな保育園
- 共生保育園
- 稲保育園
- 井野保育園
- 戸頭東保育園
- 藤代中央保育園(2024年(令和6年)4月1日、「取手市立中央保育所」を民営化して移行)
- 取手ふたば文化保育園（認定こども園）

### 高齢者福祉
- 老人福祉センターさくら荘
- かたらいの郷
- デイサービスセンターふれあいの郷
- 特別養護老人ホームふれあいの郷
- 取手市介護老人保健施設緑樹荘

### 障害福祉
- あけぼの
- つつじ園
- もくせい園
- ななころ取手（就労移行支援事業所）
- 社会福祉法人筑桜会ときわ学園

## 医療

### 病院
- JAとりで総合医療センター - 茨城県災害拠点病院、地域医療支援病院等に指定
- 取手北相馬保健医療センター医師会病院
- 医療法人中村会 常総病院
- 医療法人櫻友会 取手中央病院
- 医療法人社団 宗仁会病院
- 医療法人西秀会 西間木病院
- 医療法人社団輝峰会 東取手病院
- 医療法人社団耕潤会 藤代病院

## 交通

### 鉄道
東日本旅客鉄道（JR東日本）
■常磐線・■上野東京ライン
- - 取手駅 - 藤代駅 -

 常磐線快速電車・ 常磐線各駅停車
- - 取手駅

関東鉄道
常総線
- 取手駅 - 西取手駅 - 寺原駅 - 新取手駅 - ゆめみ野駅 - 稲戸井駅 - 戸頭駅 -

- 中心となる駅：取手駅

### バス
- 関東鉄道 - 守谷営業所、竜ヶ崎営業所、つくば中央営業所
- 大利根交通自動車
- ことバス - 市が運営するコミュニティバス（運行は関東鉄道・大利根交通自動車に委託）

### 道路
- 一般国道
  - 国道6号
    - 北方面 - 龍ケ崎・牛久・土浦・石岡・水戸・ひたちなか・日立・いわき
    - 南方面 - 我孫子・柏・松戸・東京

  - 国道294号
    - 西方面 - 常総・下妻・筑西・真岡
- 県道 - 茨城県道11号、茨城県道19号、茨城県道47号、茨城県道58号（取手市内は国道294号と重複）、茨城県道130号、茨城県道170号、茨城県道208号、茨城県道210号、茨城県道211号、茨城県道219号、茨城県道229号、茨城県道251号、茨城県道269号、茨城県道270号、茨城県道327号、茨城県道328号、茨城県道502号（自転車道）

高速道路
市内へは常磐自動車道谷和原IC（つくばみらい市）を利用する。

### 船
- 小堀の渡し（市営渡船） - 小堀渡船場、取手緑地運動公園サッカー場前、取手ふれあい桟橋を発着する。

## メディア

### テレビ
取手市は民放キー局、NHK東京教育、NHK水戸総合、放送大学の放送対象地域である。また、放送対象地域外であるがほとんどの地域でNHK東京総合/チバテレ/TOKYO MXが視聴できる。
尚、アンテナの設置方向の関係、具体的には、南の東京スカイツリー向きと、北の筑波中継局もしくは水戸放送局向きと、2つのアンテナを設置している建物はほぼ見当たらないことから、NHK総合テレビについても、NHK東京総合（JOAK-DTV）を設定、視聴している世帯が多いものと推定される。
| リモコンキーID | 放送局名                       | コールサイン | チャンネル        |
| -------------- | ------------------------------ | ------------ | ----------------- |
| 1              | NHK水戸総合                    | JOEP-DTV     | 49 （筑波中継局） |
| 2              | NHK東京教育                    | JOAB-DTV     | 26                |
| 3              | チバテレ （放送対象地域外）    | JOCL-DTV     | 30                |
| 4              | 日本テレビ                     | JOAX-DTV     | 25                |
| 5              | テレビ朝日                     | JOEX-DTV     | 24                |
| 6              | TBSテレビ                      | JORX-DTV     | 22                |
| 7              | テレビ東京                     | JOTX-DTV     | 23                |
| 8              | フジテレビ                     | JOCX-DTV     | 21                |
| 9              | TOKYO MX （放送対象地域外）    | JOMX-DTV     | 16                |
| 12             | 放送大学（2018年10月30日終了） | JOUD-DTV     | 28                |

ケーブルテレビは、土浦ケーブルテレビ（J:COM茨城）のサービスエリアである。

### ラジオ放送
当市では茨城県内をカバーしているLuckyFM茨城放送のほか、隣県の千葉県のBAYFMや、埼玉県のNACK5をはじめとして、在京AM局・FM局が聴取エリアである。聴取エリア内ではないものの、電波状況によっては、神奈川県のFMヨコハマ、山梨県のFM FUJI、栃木県のRADIO BERRYも聴取可能な場合がある。同じく、東京方面も含む近隣地域のコミュニティFMが聴取できることがある。

## 名所・旧跡・観光スポットなど
- 小貝川サイクリングロード
利根川の合流地点から茨城県下館市までの約60キロメートルのコースで、小貝川の左岸・右岸を取りかえながら堤防上を走っていける。また利根川との合流地点からそのまま利根川沿いを走ることもできる（取手駅方面等）。
- 新四国相馬八十八カ所霊場
現在の取手市 - 我孫子市周辺に現存する250年の歴史の巡礼地[65]
- とりで利根川大花火
取手駅にほど近い利根川の河川敷で行われる花火大会。橋の開通を記念し、1930年（昭和5年）に始まった。打ち上げ数は約8000発。有料観覧席2000席（例年7月1日に販売）開催は例年8月中旬。取手駅東側の旧水戸街道一帯は車両通行止めとなり多くの出店で賑わう。また、仮設ゴミ捨て場が多く設けられる。しかし、向かいの千葉側では出店も少なく、本部やスピーカーやゴミ捨て場は設置されない。
- キリンビアパーク取手
- 小貝川フラワーカナル
小貝川土手沿い約3キロメートル程のエリアに、5月 - 6月と9月 - 10月頃にポピーやコスモスが一面に咲き、毎年花まつりが開催される。
- 八坂神社（元は牛頭天王社）例大祭[66]
関東三大御輿とされる大御輿の渡御や底抜け山車、神楽ばやしなど、例年8月1日 - 3日に行われ、取手駅東側の旧水戸街道一帯は車両通行止めとなり人で賑わう。取手八坂神社は1626年（寛永3年）創建、神輿は1812年（文政9年）に造られた。本殿・拝殿は取手市指定有形文化財。
- 取手アートプロジェクト（TAP=Toride Art Project略）
- 拝借景（アートスペース）
- 旧取手宿本陣染野家住宅（茨城県指定有形文化財、取手市指定史跡）
水戸街道の本陣跡、1795年（寛政7年）に建てられた建物が現存し、無料公開されている。徳川斉昭歌碑が建っている。
- 米井山龍禅寺（竜禅寺）三仏堂（国指定重要文化財）[67]
924年（延長2年）創建とも、937年（承平7年）に平将門が建立とも言われる。現存の三仏堂は室町時代後期の建築。
- 本多作左衛門重次の墓（茨城県指定史跡）
晩年を現在の当市井野で過ごした。重次の菩提寺である本願寺（墓の東南約1km）に遺品等が収蔵されている。
- 大鹿山長禅寺三世堂（茨城県指定有形文化財）[68]
取手駅東側、急な階段を上り詰めた丘の上にある。931年（承平元年）に平将門が創建と伝えられる寺院。
- 大日山古墳（茨城県指定史跡）
平将門の墳墓と言い伝えられで、隣に将門の愛妾桔梗の住居があったとも言われている。

### 寺院
- 照谷寺[69]
- 大鹿山弘経寺[70]
- 明香山観音院東谷寺[71]

## 出身・ゆかりの人物

### 歴史上の人物
- 平将門（武将） - 将門は「相馬の小次郎」とも称したが、これは相馬郡にあった母の実家（現在の取手市寺田）で育ったことによる
- 本多重次（武将） - 三河三奉行
- 広瀬誠一郎（幕末から明治初期の政治家、治水家） - 利根運河の工事に携わる

### 学術
- 武藤清（建築家） - 東京大学教授、文化勲章受章、千葉工業大学工学部建築学科の創設者。元鹿島建設副社長
- 小山拓志（地理学者） - 国士舘大学准教授

### 医師
- 高野素十（俳人・医学博士） - 旧山王村生まれ
- 武藤完雄（医師） - 東北大学名誉教授、医学博士（消化器外科学）

### アナウンサー
- 西村美月（NHKキャスター）
- 蛯原哲（日本テレビアナウンサー）
- 斎藤哲也（元TBSアナウンサー）
- 中村慶子（NHKアナウンサー）
- 結城さとみ（NHKラジオセンターディレクター・元アナウンサー）

### スポーツ
- 福田健人（プロサッカー選手）
- 大野久（元プロ野球選手・野球指導者） - 取手第二高等学校OB
- 吉田剛（元プロ野球選手） - 取手第二高等学校OB
- 田口昌徳（元プロ野球選手） - 藤代紫水高等学校OB
- 井坂亮平（元プロ野球選手） - 取手東中学校（現在の取手第一中学校）・藤代高等学校OB
- 綾部翔（元プロ野球選手）
- 美馬学（プロ野球選手） - 藤代中学校・藤代高等学校OB
- 飯田真輝（プロサッカー選手）
- 輪湖直樹（プロサッカー選手） - 藤代南中学校OB
- 十文字貴信（元競輪選手・自転車競技選手） - アトランタオリンピック銅メダル、取手第一高等学校OB
- 吉田豊（JRA騎手） - 藤代中学校OB
- 吉田隼人（JRA騎手） - 藤代中学校OB
- 長塚智広（元競輪選手） - アテネオリンピック銀メダル、取手第一高等学校OB
- 井上貴子（女子プロレスラー） - 取手松陽高等学校OG
- 小川良成（プロレスラー）
- 鶴巻啓太 （プロバスケットボール選手）

### その他
- 服部正一郎（画家）
- 坂口安吾（小説家） - 1939年から1年間、取手病院に住み込む
- 折原啓子（女優）
- 木内幸男（高校野球指導者） - 取手第二高等学校甲子園優勝時の監督
- 堂島孝平（ミュージシャン） - 大阪府生まれ、取手市育ち。取手松陽高等学校OB
- 伊原直子（声楽家） - 取手市在住、東京都出身。アルト歌手
- 豊嶋真千子（声優）
- 竹村義宏（実業家、FC（フランチャイズ）プロデューサー）
- 木内美穂（実業家、元女優） - スクイズ代表取締役
- 琴吉（大相撲呼出）
- 加藤啓子（囲碁の女流棋士）
- 鎌田美礼（将棋の女流棋士）
- 間島秀徳（日本画家）
- 後藤仁（日本画家） - 兵庫県出身。一時、市内在住
- 蔡國強（現代美術家） - 中国出身。1990年前後から5年間、市内在住
- 廣枝音右衛門（台湾総督府警察の警察官） - 現在の神奈川県小田原市出身。市内の弘経寺に墓と部下が建立した顕彰碑がある
- Ryu（ものまねタレント、取手市議会議員） - 白山小学校・取手第二中学校OB。議員として活動する時は本名の「山野井 隆（やまのい たかし）」を使用
- 三遊亭小とり（落語家）
- 白戸佑輔（作曲家、編曲家、作詞家、ベーシスト、ピアニスト）
- 渡邉理佐（ファッションモデル、元櫻坂46メンバー）
- 中川大志（俳優、東京都生まれ、５歳ごろに取手市に移住し小中は取手市内の学校に通う。）
- quim（歌手）
- さくらまや(歌手タレント)(取手市PR大使)

## 当市を舞台にした作品・歌謡
- 『一本刀土俵入』長谷川伸

歌舞伎の演目にもなっている、江戸時代の取手宿が舞台（取手宿の旅籠屋の安孫子屋、取手宿から少し離れた利根川を望む高台にあるお蔦の家、等）
- 『海と風と虹と』『平将門』海音寺潮五郎

NHK大河ドラマ『風と雲と虹と』の原作でもある。
- 『日本文化私観』坂口安吾

筆者が取手に住んだ時のことについて書かれている。利根川に沿った小さな町で、とんかつ屋と蕎麦屋の他に食堂がなかったこと、框へ腰かけてコップ酒を飲む習慣「トンパチ」があり、村の百姓が「トンパチやんべいか」と言って親しんだこと、酒屋は一杯15銭だったり17銭だったり日によって仕入れ値段でまちまちだったことなど、1938年 - 1940年の取手の様子が書かれている。
- 『人情取手宿』歌:氷川きよし、作詞:松井由利夫、作曲:水森英夫

一本刀土俵入を題材とした演歌。
- 「トトリ」というゆるキャラがいる。
- 『ふらっと!294』という常総市、つくばみらい市、取手市の観光・地域情報を3人の美少女キャラクターが案内するモバイルアプリケーションが2018年5月1日からリリースされている。取手市は"取手きらり"というキャラクター[72]。
- 五藤利弘監督の映画『美しすぎる議員』は当市の全面協力により、撮影のほとんどが市内で行われているが、舞台設定は「ゆめみ野市」という架空の都市になっている[73]。

## 電話番号の市外局番
旧取手市域の市外局番は02977（小堀・取手の一部のみ0471）となっていたが、1986年（昭和61年）8月に桁ずれを行い、0297（市内局番は7X）に変更された。小堀・取手の一部は、0471区域（千葉県・柏MAと同じ地区の扱いである）の市内局番の不足に伴い2002年（平成14年）2月11日に04（市内局番は71XX）に変更された。